# 박경미
박경미(朴炅美, 1965년 10월 15일~)는 대한민국의 정치인이다. 홍익대학교 수학교육학과 교수를 지냈으며, 더불어민주당 비례대표 의원, 문재인 정부 대통령비서실 대변인을 역임하였다. 2014년 5월 13일부터 2014년 8월 26일까지 MBC 100분 토론 사회를 맡은 이력이 있다. 대한민국 제21대 국회의원 선거에서는 서초구 을 지역구에 대한민국 제22대 국회의원 선거에서는 강남구 병 지역구로 출마했다.

## 학력
- 1984 수도여자고등학교 졸업
- 1988 서울대학교 수학교육학 학사
- 1989 서울대학교 대학원 수학교육학 석사과정 수료
- 1990 일리노이대학교 대학원 수학 석사
- 1993 일리노이대학교 대학원 수학교육학 박사

## 경력
- 1995~1997 한국교육개발원 연구원
- 1998~1999 한국교육과정평가원 책임연구원
- 1998~2002 OECD PISA 수학전문위원
- 1999~2000 충북대학교 수학교육과 교수
- 2000~2016 홍익대학교 수학교육과 교수
- 2000 대한수학교육학회 이사
- 2006 동아일보 객원논설위원
- 2006 SBS 뉴스 칼럼니스트
- 2014. 5.~2014. 8. MBC 100분 토론 진행자
- 2016. 5.~2020. 5. 제20대 국회의원(비례대표, 더불어민주당, 초선)
  - 2016. 6.~2018. 5. 제20대 국회 전반기 여성가족위원회 위원
  - 2016. 6.~2018. 5. 제20대 국회 전반기 교육문화체육관광위원회 위원
  - 2016. 7.~2017. 7. 제20대 국회 미래일자리특별위원회 위원
  - 2017. 12.~2018. 5. 제20대 국회 4차 산업혁명 특별위원회 위원
  - 2018. 7.~2019. 5. 제20대 국회 후반기 운영위원회 위원
  - 2018. 7.~2019. 7. 제20대 국회 후반기 교육위원회 위원
  - 2018. 7.~2020. 5. 제20대 국회 후반기 예산결산특별위원회 위원
  - 2019. 7.~2020. 5. 제20대 국회 후반기 국회운영위원회 위원
  - 2019. 9. 제20대 국회 과학기술정보방송통신위원회 위원
  - 2019. 9. 제20대 국회 후반기 교육위원회 위원
  - 2019. 9.~2020. 5. 제20대 국회 보건복지위원회 위원
- 2016. 6.~2020. 5. 국회 제4차산업혁명포럼 공동대표
- 2016. 8.~2017. 5. 더불어민주당 대변인
- 2017. 5.~2018. 5. 더불어민주당 원내부대표(소통)
- 2017. 8.~2017. 12. 더불어민주당 정치발전위원회 간사
- 2017. 9.~2018. 3. 더불어민주당 젠더폭력 태스크포스 위원
- 2018. 1. 더불어민주당 혁신성장추진위원회 위원
- 2018. 3.~2020. 8. 더불어민주당 젠더폭력대책특별위원회 위원
- 2018. 5.~2018. 11. 더불어민주당 원내대변인
- 2018. 7.~2020. 5. 더불어민주당 서울특별시당 서초구 을 지역위원회 위원장
- 2019. 5.~2020. 5. 더불어민주당 원내부대표
- 2020. 5.~2021. 4. 대통령비서실 사회수석비서관실 교육비서관
- 2021. 4.~2022. 5. 대통령비서실 대변인
- 2022. 7.~2023. 7. 국회의장 비서실장(차관급)
- 2024. 1.~2024. 10. 더불어민주당 교육특별위원회 위원장
- 2024. 5.~ 더불어민주당 서울특별시당 강남구 병 지역위원회 위원장
- 2024. 11.~ 더불어민주당 대변인

## 역대 선거 결과
|  | 25.54% |

|  | 45.01% |

|  | 32.75% |

## 소속 정당
| 소속 정당 | 소속 정당    | 소속 기간 | 비고      |
| --------- | ------------ | --------- | --------- |
|           | 더불어민주당 | 2016~2021 | 정계 입문 |
|           | 무소속       | 2021~2023 | 탈당      |
|           | 더불어민주당 | 2023~현재 | 복당      |

## 같이 보기
- 대한민국 제20대 국회의원 선거 더불어민주당 후보 목록#비례대표
- 대한민국의 국회의장비서실장